# Adrienne Roy
Pour les articles homonymes, voir Roy.
Adrienne Roy, née le 28 juin 1953 et morte le 14 décembre 2010, est une coloriste de bandes dessinées qui travaille principalement pour DC Comics. Elle est en grande partie responsable de la coloration des séries liées à Batman (Batman et Detective Comics) tout au long des années 1980 et au début des années 1990.

## Biographie
Roy fait ses études dans une école d'art à Wayne, dans le New Jersey, où elle étudie les techniques de peinture. Son premier contact avec la bande dessinée se fait lorsqu'elle collectionne les comics Tomb of Dracula, The Sub-Mariner et Conan le Barbare de Marvel Comics.
Son premier travail en tant que coloriste de bandes dessinées consiste à aider son mari de l'époque, Anthony Tollin, qui travaille alors chez DC Comics. Cependant, c'est Jack Adler, coloriste de longue date, qui lui confie son premier travail chez DC : la couverture de DC Special Series no 8 mettant en vedette Batman, Deadman et l'équipe du Sgt. Rock. Adler et le coloriste Sol Harrison sont considérés comme les mentors de Roy, et ils la forment dans l'art de la colorisation pendant ses premières années chez DC.
Roy est également responsable de la coloration de nombreux autres titres au cours de cette période : The New Teen Titans, The Warlord, Weird War Tales et Madame Xanadu. Elle est cependant surtout connue pour son travail sur les séries de Batman : Batman, Detective Comics, Batman: Shadow of the Bat, Batman : Gotham Knights et Robin.
L'informatisation des processus de production de la bande dessinée, plus particulièrement des couleurs informatisées font diminuer les opportunité d'emploi pour les coloristes classiques. En 2000, Roy se retrouve souvent au chômage, malgré la formation qu'elle a entrepris pour maîtriser les nouvelles techniques sur ordinateur. Elle passe ses derniers jours à lutter contre le cancer et meurt à l'âge de 57 ans à Austin, au Texas, le 14 décembre 2010.